# Spojná čočka

Schematická značka spojky

Spojná čočka (též spojka nebo konvexní čočka) je optická čočka, která mění rovnoběžný svazek paprsků ve svazek sbíhavý. Spojka se obecně vyznačuje tím, že je ve svém středu tlustší než na okrajích, tedy opačně než rozptylka. 

## Využití
Samostatně se používá zejména v brýlích pro korekci dalekozrakosti a presbyopie nebo jako jednoduché zvětšovací sklo – lupa je spojka s ohniskovou vzdáleností menší než 25 cm (tj. mohutností více než +4 dioptrie).
Spojné čočky jsou dále nezbytnou součástí optických systémů dalekohledů, mikroskopů, objektivů, transfokátorů apod.

## Druhy spojek

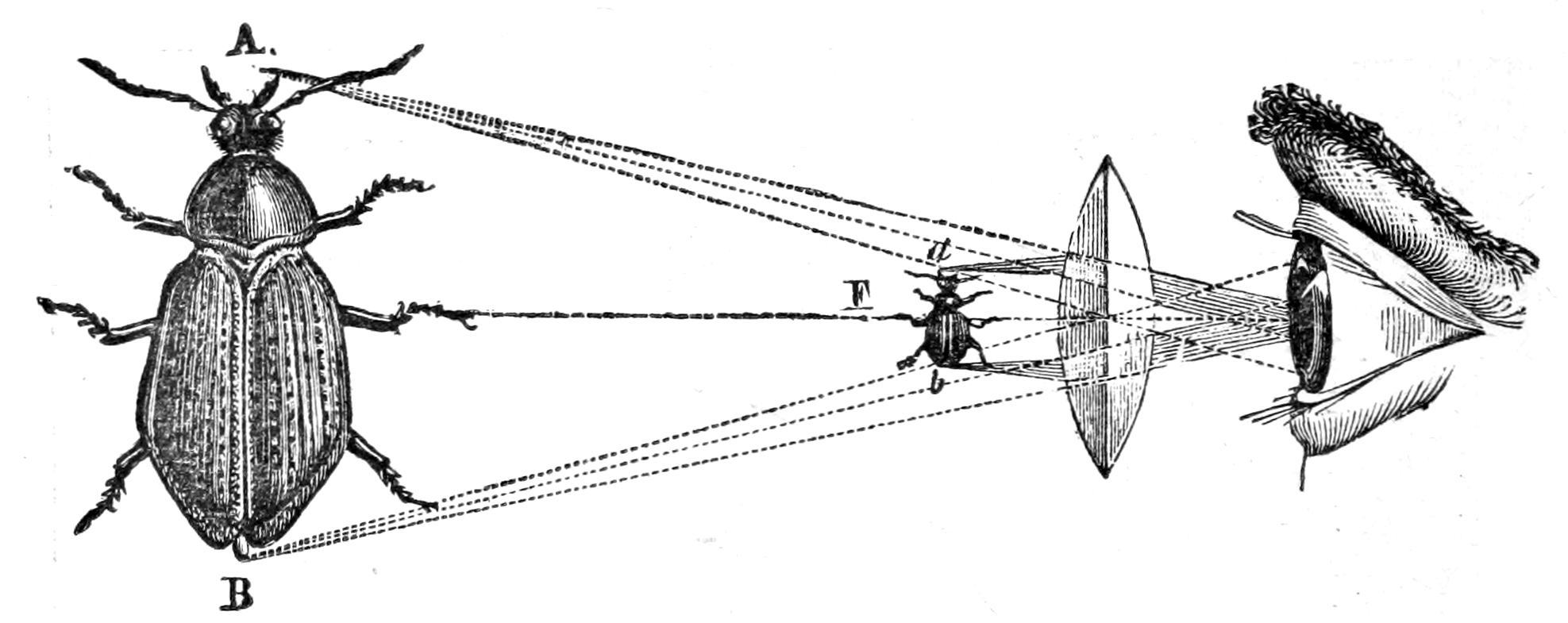
Zobrazení blízkého předmětu spojnou čočkou. Vlevo zdánlivý obraz – přímý a zvětšený.

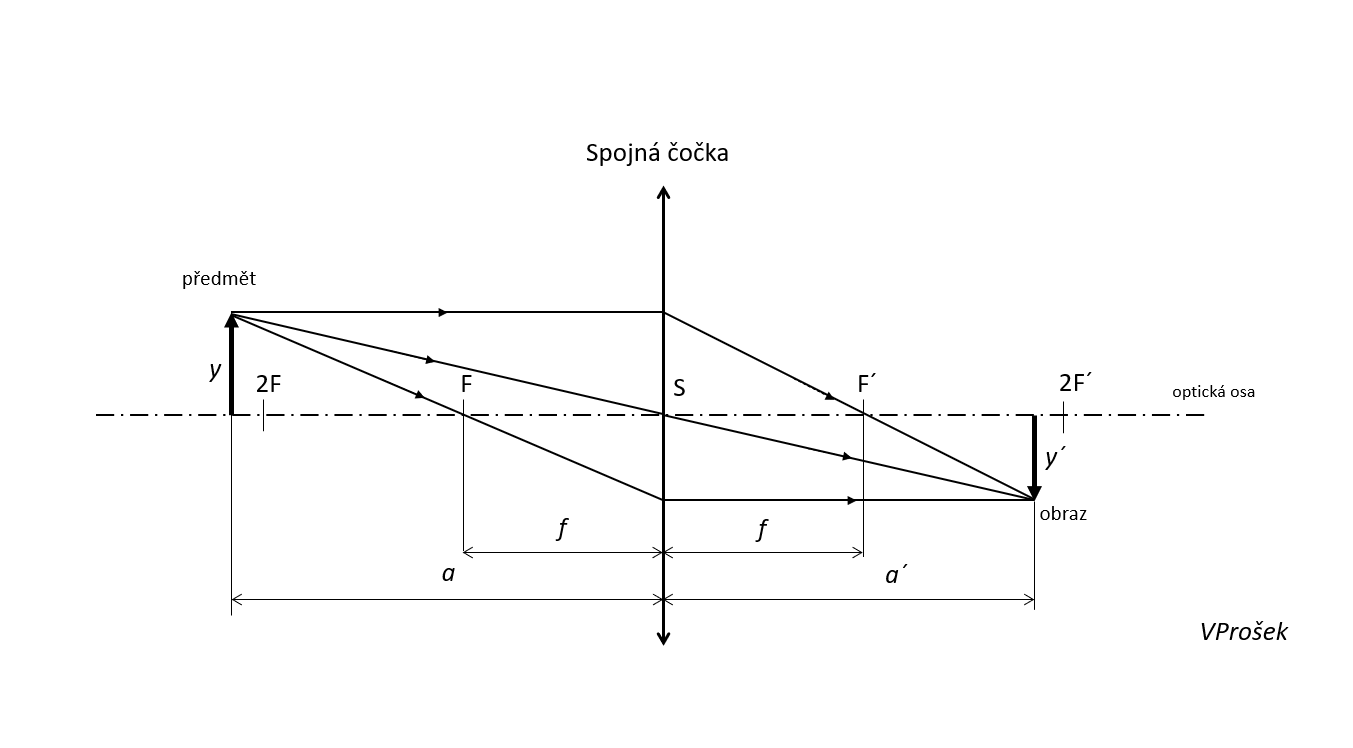
Význačné paprsky - Spojná čočka

Spojné čočky lze kategorizovat podle zakřivení obou lámavých ploch:

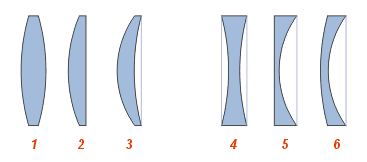
Základní druhy čoček:
Spojky:
1 — dvojvypuklá (bikonvexní) – obě plochy jsou zakřiveny ven
2 — ploskovypuklá (plankonvexní) – jedna plocha je rovná, druhá zakřivena ven
3 — dutovypuklé (konkávkonvexní) – jedna plocha je zakřivena dovnitř, avšak méně než je druhá plocha zakřivena ven
(čísla 4–6 označují druhy rozptylek)

Extrémním případem spojné (bikonvexní) čočky je kulová čočka.

## Zobrazení předmětu spojkou

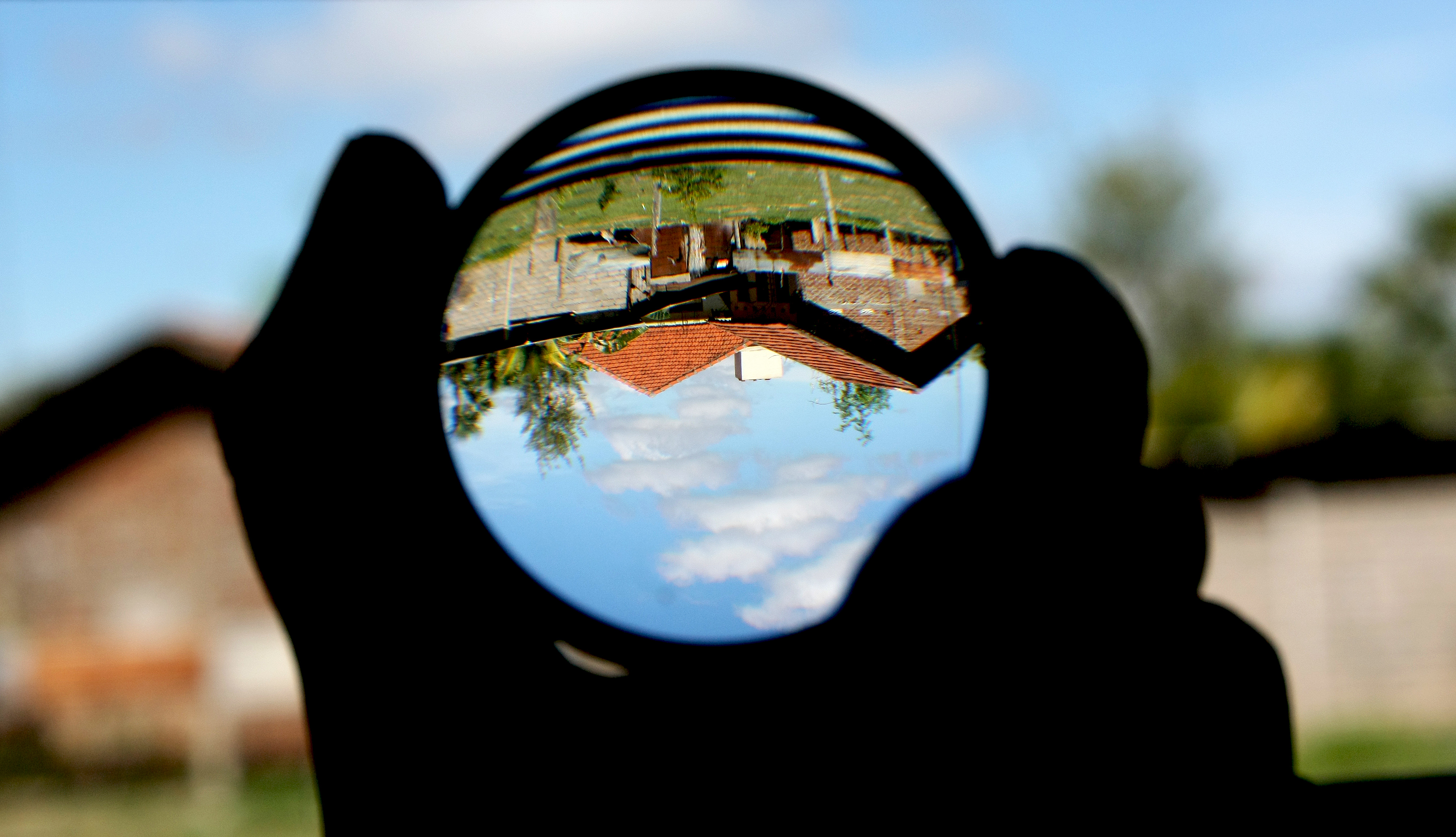
Pohled přes spojnou čočku na vzdálené pozadí – obraz je převrácený, zmenšený a před čočkou (tzv. „skutečný“).

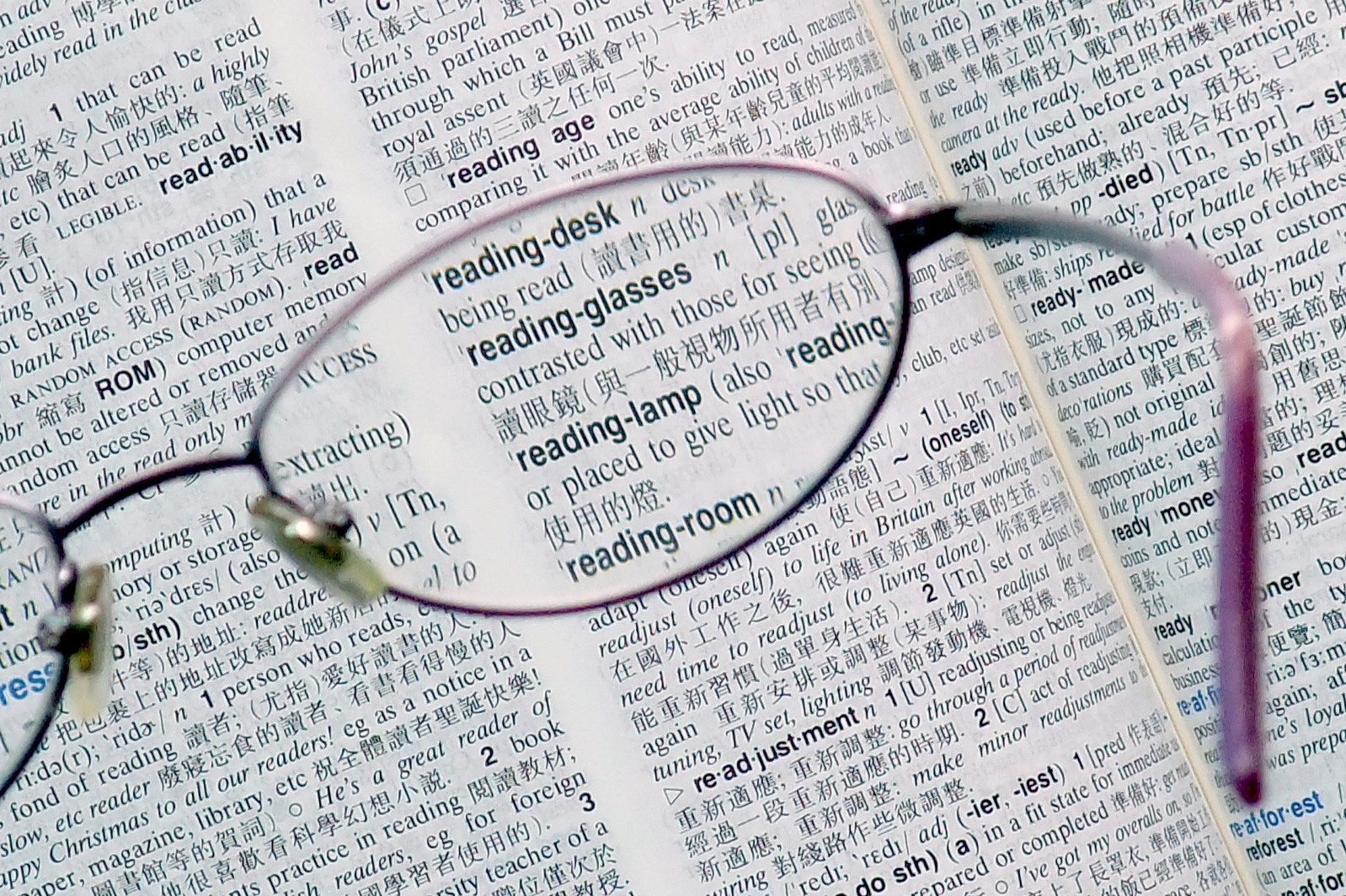
Pohled přes brýle na čtení – obraz blízkého pozadí je přímý, zvětšený a za čočkou.

Spojná čočka zobrazuje předměty radikálně odlišně v závislosti na jejich vzdálenosti. Tím se výrazně liší od rozptylné čočky, která zobrazuje blízké i vzdálené předměty v podstatě stejně.
Označme si f jako ohniskovou vzdálenost. Pak pro různé pozice předmětu a čočky mohou nastat tyto případy:
- Pokud je předmět za čočkou ve vzdálenosti větší než 2f, jeho obraz je na opačné straně spojky ve vzdálenosti mezi f a 2f. Je skutečný, zmenšený, převrácený.
- Je-li předmět ve vzdálenosti 2f, je obraz na opačné straně, ve vzdálenosti 2f. Je skutečný, stejně velký, převrácený.
- Pokud je předmět ve vzdálenosti mezi f a 2f, obraz vzniká na opačné straně spojky, ve vzdálenosti větší než 2f. Obraz je skutečný, zvětšený, převrácený.
- Pokud je předmět ve vzdálenosti f, obraz nevzniká.
- Pokud je předmět ve vzdálenosti menší než f, obraz vznikne na stejné straně jako předmět. Je zdánlivý, zvětšený, přímý.